# Pröbstingsee
Der Pröbstingsee (auch Pröbstinger See, Pröbsting-See oder als Markenname PröbstingSee) ist ein künstlicher See in Borken-Hoxfeld im Tal der Bocholter Aa im Münsterland. Er ist Kernstück eines Naherholungsgebietes. Der Name des Pröbstingsees leitet sich vom ehemaligen Rittergut Haus Pröbsting ab, welches in direkter Nähe zum See liegt.

## Geografie

### Umgebung
Der Pröbstingsee liegt knapp 3,8 Kilometer westlich des Borkener Stadtzentrums. Der nächste größere Ort westlich des Sees ist Rhede in ca. 7 Kilometern Entfernung. Direkt südlich des Sees liegt, um die L 581 gelagert, der Kern der Bauerschaft Rhedebrügge. Östlich des Sees werden Siedlungen zur Bauerschaft Hoxfeld gezählt. Dort liegt auch der Flugplatz Borken-Hoxfeld und die Josef Bresser Volkssternwarte. Im Norden des Sees liegt das Waldgebiet Busch Pröbsting.

### Lage im Gewässersystem
Die Bocholter Aa fließt zwar nicht durch den See, ist aber mit ihm verbunden. Kurz hinter dem Westende des Sees mündet der Mengeringbach aus Grütlohn kommend in die Aa.

### Seegestaltung
Am Westende des Sees befindet sich ein separater Badesee. Von hier aus erstreckt sich der See auf einer Läge von knapp einem Kilometer mit ca. 250 m Breite. In der Mitte sind vier Inseln gelagert, die je zu zweit an jedem Ufer liegen. Die Inseln auf der Südseite sind über Brücken begehbar und in die Uferlandschaft eingegliedert. Die Nordinseln dienen Wasservögeln als Brutstätte und sind nicht begehbar. An beiden Enden des Sees wird der Wasserstand über Stauwerke geregelt. Das Wasser wird von bzw. aus der Bocholter Aa geleitet, die nördlich in einem künstlichen Flussbett um den See geleitet wird.

## Geschichte
Das Gebiet Pröbstingsee wurde als Naherholungsgebiet in den 1970er Jahren geplant und umgesetzt. 2011 hat die Stadt Borken im Rahmen eines Förderprojektes die Einrichtungen am Pröbstingsee, wie etwa Hinweisschilder, Bänke etc. erneuert und verbessert.

## Nutzung
Durch die gute Erreichbarkeit von Borken aus, gerade für Fahrradfahrer durch den Radweg auf der Trasse der ehemaligen Baumbergebahn, ist der Pröbstingsee Freizeitzentrum der 40.000-Seelen-Stadt. Ausgedehnte Parklandschaften sind zum Grillen oder Picknicken freigegeben, mit Spielplätzen versehen und durch Wege und Bänke erschlossen.

### Wassersport

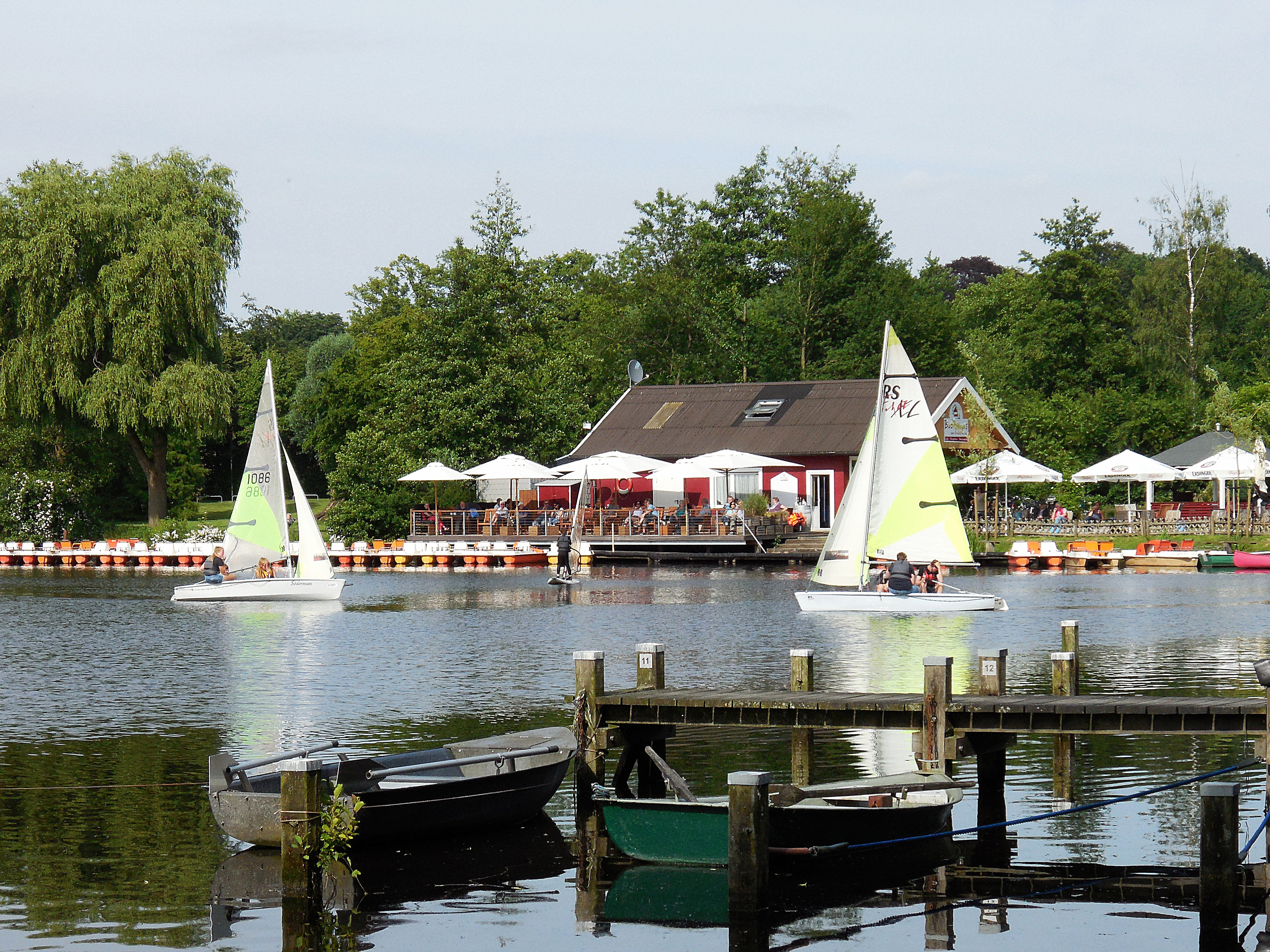
Wassersport am Pröbstingsee Borken

Tretboote und Kanus können vom Bootshaus am Westufer des Sees von jedermann stundenweise geliehen werden. Segel- und Rudervereine betreiben auf dem See ihr Training. Die Sparkasse veranstaltet alljährlich einen Dragonboat-Cup, der sich in der Bevölkerung großer Resonanz erfreut.

### Gastronomie
Das Bootshaus selbst bietet ein Café an und eine entsprechende Seeterrasse. Im Westen des Sees befindet sich am Badestrand ebenfalls eine Gastwirtschaft.

### Campingplatz
Im Mai 2019 wurde am Pröbstingsee ein Luxus-Campingplatz mit 60 Mobilheimen und mehreren Safarizelten eröffnet.

### Weitere Freizeitmöglichkeiten
In der direkten Umgebung des Sees befinden sich weitere Freizeiteinrichtungen, wie etwa der Kletterwald Borken oder der Planetenlehrweg, der sich einmal um den See erstreckt.